# Tecia Torres
Pour les articles homonymes, voir Torres.

Tecia Torres, née le 16 août 1989 à Fall River au Massachusetts, est une pratiquante américaine d'arts martiaux mixtes (MMA). Elle évolue au sein de l'Ultimate Fighting Championship dans la catégorie des poids pailles.

## Biographie
Tecia Torres a été initiée au karaté en 1995. Elle a ensuite pratiqué le taekwondo et au bout de 12 années d'entrainement elle a passé sa ceinture noire de Jhoon Rhee taekwondo. Elle a commencé le kick-boxing à l'âge de 18 ans puis le muay-thaï et le jiu-jitsu brésilien. Les arts martiaux représentent pour elle la voix de la discipline et du respect.

## Parcours en muay-thaï et kick-boxing
Tecia Torres a disputé sa première compétition amateur en muay-thaï en septembre 2008. Elle a remporté seize victoires pour 4 défaites.
Son palmarès amateur est de 7 titres de championne du monde :
- Championne du monde 2010
  - IKF (poids coq 135 lb (61 kg))
  - IMTC (poids coq 135 lb (61 kg))
- Championne du monde 2011
  - IKF (poids atome 105 lb (48 kg))
  - MMA Solutions (poids pailles 115 lb (52 kg))
- Championne du monde 2012
  - IKF (poids mouche 125 lb (57 kg))
  - U.S Freedom Fighters (poids paille 115 lb (52 kg))
  - American Battleship Championships (poids paille 115 lb (52 kg))

## Parcours en arts martiaux mixtes

### Carrière amateur
Tecia Torres commence sa carrière amateur le 23 septembre 2011 lors du WBFN - Wild Bill's Fight Night 40 à Duluth en Géorgie (États-Unis) face à l'américaine Ivey Turner. Elle remporte la victoire par soumission en étranglement arrière.
À partir de ce combat et jusqu'au 16 juillet 2012 elle participe à sept combats amateurs et les remporte tous, dont une fois par soumission contre Ivey Turner, une fois par KO technique contre Rebecca Gruitza et cinq fois par décision unanime. Ses statistiques amateur s'élèvent ainsi à 7-0.

### Invicta Fighting Championships
Annoncé le 15 août 2012, la première participation de Tecia Torres un évènement Invicta FC prend place le 6 octobre 2012 à Kansas City aux États-Unis, à l'occasion de l'Invicta FC 3: Penne vs. Sugiyama. Elle est opposée, à l'américaine Kaiyana Rain. Tecia Torres l'emporte par décision unanime.
Le 5 janvier 2013 Tecia Torres affronte Paige VanZant à l'événement Invicta FC 4: Esparza vs. Hyatt. Le combat se déroule au Memorial Hall de Kansas City. Dominée durant la majeure partie du combat Paige VanZant s'incline par décision unanime.

### Ultimate Fighting Championship
Le 24 février 2015, l'UFC annonce que Tecia Torres participera à Mexico au Mexique pour la seconde fois à un événement UFC, à l'occasion de l'UFC 188. Son adversaire est l'Américaine Angela Hill.
L'événement a lieu le 13 juin 2015. Tecia Torres décide durant les deux premiers rounds d'amener le combat au sol, ce qui gêne Angela Hill, spécialiste du kickboxing. Tecia Torres domine, malgré la défense efficace de son adversaire. Les deux combattantes se retrouvent très fatiguées au début de le troisième reprise et le combat se transforme en un affrontement debout. Angela Hill aligne alors quelques bonnes frappes au poing mais elle a trop de retard et Tecia Torres l'emporte par décision (30-27, 30-27, 29-28). Il s’agit pour elle de la sixième victoire par décision.

## Palmarès en arts martiaux mixtes
| 22 combats     | 15 victoires | 7 défaites |
| Par KO         | 1            | 0          |
| Par soumission | 1            | 0          |
| Sur décision   | 13           | 7          |

| Résultat | Record | Adversaire             | Méthode                              | Événement                                               | Date             | Round | Temps | Lieu                              | Notes                                             |
| -------- | ------ | ---------------------- | ------------------------------------ | ------------------------------------------------------- | ---------------- | ----- | ----- | --------------------------------- | ------------------------------------------------- |
| Victoire | 15-7   | Luana Pinheiro         | Décision (unanime)                   | Soirée de combat UFC : Burns contre Morales             | 17 mai 2025      | 3     | 5:00  | Las Vegas, Nevada, États-Unis     |                                                   |
| Victoire | 14-7   | Carla Esparza          | Décision (unanime)                   | UFC 307                                                 | 5 octobre 2024   | 3     | 5:00  | Salt Lake City, Utah, États-Unis  |                                                   |
| Défaite  | 13-7   | Tabatha Ricci          | Décision (divisée)                   | UFC sur ESPN : Lewis contre Nascimento                  | 11 mai 2024      | 3     | 5:00  | St. Louis, Missouri, États-Unis   |                                                   |
| Défaite  | 13-6   | Mackenzie Dern         | Décision (divisée)                   | UFC 273                                                 | 9 avril 2022     | 3     | 5:00  | Jacksonville, Floride, États-Unis |                                                   |
| Victoire | 13-5   | Angela Hill            | Décision (unanime)                   | UFC 265                                                 | 7 août 2021      | 3     | 5:00  | Houston, Texas, États-Unis        |                                                   |
| Victoire | 12-5   | Sam Hughes             | TKO (arrêt du médecin)               | UFC 256                                                 | 12 décembre 2020 | 1     | 5:00  | Las Vegas, Nevada, États-Unis     |                                                   |
| Victoire | 11-5   | Brianna van Buren      | Décision (unanime)                   | UFC on ESPN: Blaydes vs. Volkov                         | 20 juin 2020     | 3     | 5:00  | Las Vegas, Nevada, États-Unis     |                                                   |
| Défaite  | 10-5   | Marina Rodriguez       | Décision (unanime)                   | UFC Fight Night: Shevchenko vs. Carmouche 2             | 10 août 2019     | 3     | 5:00  | Montevideo, Uruguay               |                                                   |
| Défaite  | 10-4   | Zhang Weili            | Décision (unanime)                   | UFC 235                                                 | 2 mars 2019      | 3     | 5:00  | Las Vegas, Nevada, États-Unis     |                                                   |
| Défaite  | 10-3   | Joanna Jędrzejczyk     | Décision (unanime)                   | UFC sur Fox : Alvarez vs. Poirier 2                     | 28 juillet 2018  | 3     | 5:00  | Calgary, Alberta, Canada          |                                                   |
| Défaite  | 10-2   | Jéssica Andrade        | Décision (unanime)                   | UFC sur Fox : Emmett contre Stephens                    | 24 février 2018  | 3     | 5:00  | Orlando, Floride, États-Unis      |                                                   |
| Victoire | 10-1   | Michelle Waterson      | Décision (unanime)                   | UFC 218                                                 | 2 décembre 2017  | 3     | 5:00  | Detroit, Michigan, États-Unis     |                                                   |
| Victoire | 9-1    | Juliana Lima           | Soumission (étranglement rear-naked) | The Ultimate Fighter: Redemption Finale                 | 7 juillet 2017   | 2     | 0:53  | Las Vegas, Nevada, États-Unis     | Performance de la soirée.                         |
| Victoire | 8-1    | Bec Rawlings           | Décision unanime                     | UFC Fight Night: Bermudez vs. Korean Zombie             | 4 février 2017   | 3     | 5:00  | Houston, Texas, États-Unis        |                                                   |
| Défaite  | 7-1    | Rose Namajunas         | Décision unanime                     | UFC on Fox: Teixeira vs. Evans                          | 16 avril 2016    | 3     | 5:00  | Tampa, Floride, États-Unis        |                                                   |
| Victoire | 7-0    | Jocelyn Jones-Lybarger | Décision unanime                     | UFC 194ː Aldo vs. McGregor                              | 12 décembre 2015 | 3     | 5:00  | Las Vegas, Nevada, États-Unis     |                                                   |
| Victoire | 6-0    | Angela Hill            | Décision unanime                     | UFC 188: Velasquez vs. Werdum                           | 13 juin 2015     | 3     | 5:00  | Mexico, Mexique                   |                                                   |
| Victoire | 5-0    | Angela Magana          | Décision unanime                     | The Ultimate Fighter: A Champion Will Be Crowned Finale | 12 décembre 2014 | 3     | 5:00  | Las Vegas, Nevada, États-Unis     | Inauguration de la catégorie Poids paille à l'UFC |
| Victoire | 4-0    | Felice Herrig          | Decision unanime                     | Invicta FC 7: Honchak vs. Smith                         | 7 décembre 2013  | 3     | 5:00  | Kansas City, Missouri, États-Unis |                                                   |
| Victoire | 3-0    | Rose Namajunas         | Décision unanime                     | Invicta FC 6: Coenen vs. Cyborg                         | 13 juillet 2013  | 3     | 5:00  | Kansas City, Missouri, États-Unis |                                                   |
| Victoire | 2-0    | Paige VanZant          | Décision unanime                     | Invicta FC 4: Esparza vs. Hyatt                         | 5 janvier 2013   | 3     | 5:00  | Kansas City, Kansas, États-Unis   |                                                   |
| Victoire | 1-0    | Kaiyana Rain           | Décision unanime                     | Invicta FC 3: Penne vs. Sugiyama                        | 6 octobre 2012   | 5     | 5:00  | Kansas City, Kansas, États-Unis   |                                                   |

## Vie privée
Tecia Torres est mariée avec Raquel Pennington.